# نظريات حول تنمية الطالب
نظرية تنمية الطالب هي مجال في علم النفس التربوي التي تحاول تفسير العوامل التي يمر بها الطلاب عند اكتساب المعرفة في بيئات مرحلة ما بعد التعليم الثانوي.

## النظريات
بشكل عام، تُقسم الأبحاث النظرية في مجال تنمية الطالب إلى خمس فئات:
1. فئة العوامل النفسية-الاجتماعية: تركز النظريات النفسية الاجتماعية على القضايا المؤثرة لآجال طويلة والتي تميل للحدوث في تسلسل يرتبط مع العمر الزمني، والتي تتزامن مع ما يمر به الفرد بمختلف 'مراحل الحياة' من خلال ما ينجزه من أعمال.
2. المعرفة-الهيكلية: تركز الفئة المعرفية الهيكلية على الابحاث المتعلقة بكيفية ادراك الطلاب لتجاربهم، ترشيدها.
3. الشخص-البيئة: الشخص-البيئة النظريات عنوان التفاعل بين تصورات من طالب جامعي في كلية البيئة يبحث في السلوك بوصفها وظيفة اجتماعية الشخص والبيئة. تلك النظريات شائعة لا سيما في التخطيط الوظيفي.
4. الإنسانية والوجودية. إنسانية وجودية النظريات التركيز على بعض المفاهيم الفلسفية عن طبيعة الإنسان: الحرية والمسؤولية الذات والتعليم والنمو الشخصي تشجعنا الكشف عن الذات، قبول الذات والوعي الذاتي. هذه النظريات تستخدم على نطاق واسع في الإرشاد.
5. الطالب عملية وضع النماذج. الطالب عملية تطوير نماذج يمكن تقسيمها إلى المجرد العملية.

هناك العشرات من النظريات التي تشملها الفئات الحمسة هذه. منأشهرها:
- نظرية ارثر تشكرنك حول تنمية هوية الفرد
- نظرية ويليم بيري المعرفية حول تطوير المتعلم.

### نظرية الانتقال لشلوسبيرج
تم تطوير نظرية الانتقال لشلوسبيرج لفترة طويلة مما أدى لتغير سياقها الأصلي. هذه النظرية تستند في معظمها على الفرد وعلى ما يعتبرونه بالتحول في حياتهم. تستخدم هذه النظرية كدليل لإستحداث الخطوات التي ينبغي اتخاذها خلال مساعدة الشباب على متابعة انتقاله إلى ما يحتاجون إليه. وتعتمد الاستبيانات المختلفة لتحديد وتقييم قدرة شخص معين على التعامل مع المرحلة الانتقالية. هنا هو استعراض سريع الخطوات لأفكار نظرية شلوسبيرج:
التحولات
- الأحداث أو نظرية الانتقال لشلوسبيرج التي تؤدي إلى تغيير في العلاقات الروتينية، الافتراضات، أو حتى الأدوار
- المعنى بالنسبة للفرد على أساس:
  - النوع: المتوقع، الغير متوقع، واللاحدث
  - السياق: العلاقة بالنسبة للانتقالية إطار المحيط
  - التأثير: التعديلات في الحياة اليومية

عملية الانتقال
- ردود الفعل على مر الزمن
- تتحرك إلى، التحرك من خلال والانتقال

التعامل مع التحولات
- التأثر بالمؤن أو الأصول والخصوم بالنسبة إلى أربع مجموعات من العوامل:
  - الحالة: المؤثرات، التوقيت، المتحكمات، التغيير في الأدوار، فترة الخبرة السابقة، الإجهاد المتزامن، التقييم
  - النفس: الشخصية والديمغرافية والموارد النفسية
  - الدعم: أنواعه ووظائفه وقياسه
  - الاستراتيجيات: الفئات ووسائط التعامل

### نظرية كولبرج في النمو الأخلاقي
باستخدام أفكار بياجيه والتنمية المعرفية، بحث كولبرج في الأحكام التي يتخذها الناس في ما يعتبرونه مبررا لتحديد أفكارهم وأخلاقياتهم التي لها تأثير. فباستخدام هذه الأفكار فقط. وليس القيم الثقافية، يمكننا استكشاف كيفية قيام الأفراد بتغيير أخلاقهم أو عدمها مع مرور الزمن.
مراحل نظرية كولبرج في النمو الأخلاقي
- المستوى الأول: الماقبل التقليدي
  - المرحلة الأولى: الأخلاقية المنظبطة: طاعة القواعد حتى لا يعاقب (التركيز أيكون كثر على الذات من التركيز على الآخر)
  - المرحلة الثانية: الأهلاقية الفردية الأخلاقية القياسية: التركيز على القواعد التالية التي تفيد الفرد نفسه.
- المستوى الثاني: التقليدية
  - المرحلة الثالثة: أخلاقية المعيار المتصل بالأخرين: يبدأ الغرد بالعيش بحسب ما يتوقعه منه الأخرون. (مثال: الأصدقاء والآباء والمعلمين)
  - المرحلة الرابعة: آخلاقية النظم الاجتماعية: يدرك الفرد أنه يعيش بين أناس لهم أخلاقياتهم  التي يضعها الناس.
- المستوى الثالث: مابعد التقليدي أو المبدئي
  - المرحلة الخامسة: أخلاقية حقوق الإنسان والرعاية الاجتماعية: مرحلة الركون على مساعدة الأخرين والاعتماد على من حولهم لتحقيق العدالة الاجتماعية والدخول في جماعات للحفاظ على هذه الأفكارد.
  - المرحلة السادسة: الأخلاقية الشمولية، العكوسية، ومباديء أخلاقية عامة: اعتناق المثل الاخلاقية الخاصة بك والتي تتطابق مع كل ماتفعله ومع قيم الأخرين.

### نظرية كولب في التعلم التجريبي
يعتبر كولب في نموذجه أن إدراك الفرد لكيفية تعلمه هو جزء كبير في تطوير.فإدراك ما يحتاج الفرد إلى القيام به لتكوين معرفته يسهل له عملية تنميته. وباستخدام الأنواع المختلفة للشخصية ولطرق التعلم يصبح أكثر وعيا للنمو وعلى استعداد للتعلم من طرق جديدة.
دورة التعلم الكولبية
- تجربة ملموسة (CE): المشاركة الكاملة والغير منحازة في ممارسة التعلم
- الملاحظة التأملية (RO): التأمل من الخبرات من مختلف وجهات النظر
- تصورات مجردة (AC): صياغة الأفكار المتكاملج
- التجربة النشطة (AE): إدماج الأفكار الجديدة في العمل

نموذج أسلوب التعلم الكولبي
- التوفيقي (CE + RO):
  - هو فرد يعتمد المنحى العملي ويتعامل بسهولة مع الناس، يفضل التجربة والخطأ في حل المشاكل.
  - يجيد تنفيذ الخطط وله شخصية منفتحة تجاه التجارب الجديدة، يتكيف بسهولة مع التغيير
- التفرعي (RO + AC):
  - ذو توجه ناحية الناس ويعتمد على الشعور
  - له خيال واسع وله المام واسع بالمعاني والقيم. جيد في توليد وتحليل البدائل.
- المُجَمّع (AC + AE):
  - يفضل المهام الفنية والتقنية بدلا من المهام الاجتماعية أو الشخصية.
  - يبرع في حل المشاكل واتخاذ القرارات، والتطبيقات العملية.
- المُستوعب (AC + RO):
  - يركز على الأفكار بدلا من التركيز على الناس
  - هو جيد في الاستدلال الاستقرائي، وفي خلق النماذج النظرية، وفي دمج الملاحظات

## لمزيد من البحث
- أوستن، أ. المشاركة الطلابية: والتنموية نظرية التعليم العالي. مجلة كلية الطالب الموظفين، 25(4), 297-308, 1984.
- كريمر، ج. (محرر). تطوير الطلبة في التعليم العالي: النظريات والممارسات والاتجاهات المستقبلية. سينسيناتي: آسبا، 1980.
- كنيفلكامب، لي، ويدك، كارول وباركر، كلايد (محررون). تطبيق جديد التنموية النتائج. اتجاهات جديدة في الخدمات الطلابية رقم 4. سان فرانسيسكو: جوسي باس، 1978.
- ميلر، ت. وونستوم، الابن، ر. «التنمية البشرية والتعليم العالي». في ت. ميلر، ر. ونستون الابن وشركاه. الإدارة والقيادة في شؤون الطلاب: تجسيد التنمية الطلابية في التعليم العالي. مونيس، إنديانا: التنمية المتسارعة، 1991.
- رودجرز، ر. «الطالب». في الولايات المتحدة الأمريكية ديلوورث، ج. هانسون، ومشاركوه، الخدمات الطلابية: دليل المهنة. سان فرانسيسكو: جوني باس، 1989.
- سانفورد، ن. النفس والمجتمع: التغيير الاجتماعي والتنمية الفردية. نيويورك، نيويورك: أثرتون دار نشر، 1967.
- غريب، س. «إدارة الكلية البيئات: النظرية والممارسة». في ت. ميلر، ر. ونستون الابن وشركاه الإدارة والقيادة في شؤون الطلاب: تجسيد التنمية الطلابية في التعليم العالي. مونس، إنديانا: التنمية المتسارعة، 1991.
- غريب، C. س., وهذر، ج (2001). تعليم التصميم: إنشاء الحرم الجامعي التعلم بيئات العمل. سان فرانسيسكو: جوسي باس.
- أبكرافت، م. لي غاردنر جون ل. (محررون). طالبة سنة خبرة. سان فرانسيسكو: جوسي باس، 1989. ص. 41-46.
- أبكرافت، م.. لي مور، ليلى ضد «تطور النظرية وجهات نظر الطلاب.» في مارجريت جي بار، م. لي آبراكفت وشركاه. العقود الآجلة الجديدة لشؤون الطلبة. سان فرانسيسكو: جوسي باس، 1990.
- رونا ف. فليب، دايفد س. كافرلي، دليل كلية القراءة ودراسة إستراتيجية البحث, جوجل طباعة الصفحة.28ff لورنس ايربوم ومشاركوه، 1999, ISBN 0-8058-3004-9